# Lijst van voetbalinterlands Andorra - Georgië
Deze lijst van voetbalinterlands is een overzicht van alle officiële voetbalwedstrijden tussen de nationale teams van Andorra en Georgië. De landen speelden tot op heden twee keer tegen elkaar. De eerste ontmoeting, een groepswedstrijd tijdens de UEFA Nations League 2018/19, werd gespeeld in Tbilisi op 13 oktober 2018. Het laatste duel, de returnwedstrijd in dezelfde competitie, vond plaats op 15 november 2018 in Andorra la Vella.

## Wedstrijden
| № | Plaats           | Datum            | Competitie                  | Wedstrijd         | Uitslag |
| - | ---------------- | ---------------- | --------------------------- | ----------------- | ------- |
| 1 | Tbilisi          | 13 oktober 2018  | UEFA Nations League 2018/19 | Georgië – Andorra | 3 – 0   |
| 2 | Andorra la Vella | 15 november 2018 | UEFA Nations League 2018/19 | Andorra – Georgië | 1 – 1   |

## Samenvatting
| Competitie          | Totaal gespeeld | Winst Andorra | Gelijk | Winst Georgië | Doelsaldo Andorra – Georgië |
| ------------------- | --------------- | ------------- | ------ | ------------- | --------------------------- |
| UEFA Nations League | 2               | 0             | 1      | 1             | 1 − 4                       |
| Totaal              | 2               | 0             | 1      | 1             | 1 − 4                       |

Wedstrijden bepaald door strafschoppen worden, in lijn met de FIFA, als een gelijkspel gerekend.